# Racing with the Moon
Racing with The Moon (bra: Adeus à Inocência; prt: Adeus Inocência) é um filme estadunidense de 1984, do gênero drama, estrelado por Sean Penn, Elizabeth McGovern, e Nicolas Cage. Foi dirigido por Richard Benjamin, e escrito por Steven Kloves. A trilha sonora foi composta por Dave Grusin.

## Sinopse
O filme é ambientado em 1942 na Califórnia, e em torno de Mendocino. Sean Penn interpreta Henry "Hopper" Nash, um garoto vindo de uma cidade pequena que é convocado para o Corpo de Fuzileiros Navais dos Estados Unidos e está prestes a ser enviado para o exterior. Ele é amigo íntimo de Nicky (Nicolas Cage), que também está prestes a ser enviado. Eles têm cerca de seis semanas antes de partirem, e o filme retrata seu tempo restante como civis.
Henry e Nicky trabalham juntos em um boliche recolocando pinos, cuidando das pistas, e trabalhando no balcão. Henry vê Caddie Winger (Elizabeth McGovern) no cinema comprando bilhetes. Ele imediatamente se apaixona e conspira com um rapaz mais jovem a dar-lhe flores. Caddie vem para a loja de refrigerante, onde estão Henry e Nicky. Henry salta sobre o balcão e finge que está trabalhando. Ele segue Caddie para sua casa e descobre que ela mora em uma rica mansão. Ele assume que ela é uma "menina de Gatsby" e, portanto, rica. Como se constata, Caddie vive lá porque sua mãe é uma empregada doméstica. Mais tarde, Henry vê Caddie trabalhando na biblioteca. Ele tenta obter o nome dela, mas ela se recusa. Na loja de refrigerante, Caddie arranja uma de suas amigas para Henry. Henry encontra os outros na pista de patinação e finge que sabe patinar. Ele acaba caindo, mas ao fazê-lo acaba conseguido passar algum tempo com Caddie. Ela concorda em ir a um encontro com Henry e os dois rapidamente se tornam um casal.
Enquanto isso, a namorada de Nicky, Sally Kaiser (Suzanne Adkinson), está grávida de seu filho. Ele tenta obter cento e cinquenta dólares de Henry para um aborto. Henry pede a Caddie, pois pensa que ela pode facilmente pagar. Caddie, esforçando-se para não decepcionar Henry, tenta roubar um colar de pérolas de Alice, uma jovem que vive na casa em que Caddie é hospedada. Ela é descoberta e confessa a razão pela qual precisa do colar. Ela acaba por pedir o dinheiro emprestado a Alice. Sally aborta e Henry repreende Nicky por não estar lá ao lado de sua namorada. Isso causa uma breve briga, que é resolvida quando cada um percebe que eles precisam um do outro, a fim de lidar com a difícil transição que eles estão prestes a fazer.
Trens desempenham um papel importante no filme. Este começa com uma cena de Henry caminhando por uma trilha de trem, com um trem passando ao lado. Nicky e Henry têm uma longa história das correr atrás de trens, saltando das trilhas no último minuto. Eles, então, corriam atrás do comboio e saltavam sobre os trilhos laterais para subir nele. O filme fecha-se em que os meninos se preparam para pegar o trem levando-os para a guerra. Eles esperam o trem passar antes de correr atrás dele e saltar.

## Elenco
- Sean Penn como Henry 'Hopper' Nash
- Elizabeth McGovern como Caddie Winger
- Nicolas Cage como Nicky
- John Karlen como M. Nash
- Rutanya Alda como Mme Nash
- Max Showalter como M. Arthur
- Bob Maroff como Al
- John Brandon como M. Kaiser
- Eve Brent como Mme Kaiser
- Suzanne Adkinson como Sally Kaiser
- Shawn Schepps como Gretchen
- Charles Miller como Arnie